# Rorqual blau pigmeu
El rorqual blau pigmeu (Balaenoptera musculus brevicauda) és una subespècie de rorqual blau (Balaenoptera musculus) que viu a l'oceà Índic i el sud de l'oceà Pacífic. Amb una llargada de 24 metres, és més petita que les altres dues espècies reconegudes habitualment, Balaenoptera musculus musculus i Balaenoptera musculus intermedia, que assoleixen 29 m de llarg; d'aquí el seu nom comú.

## Descripció
Amb una llargada de 24 metres, és més petita que les altres dues espècies reconegudes habitualment, Balaenoptera musculus musculus i Balaenoptera musculus intermedia, que assoleixen 29 m de llarg; d'aquí el seu nom comú.
Segons les observacions dutes a terme quan la subespècie fou descrita, el 1966, es diferencia dels altres rorquals blaus en una sèrie de característiques físiques, que inclouen:
- plaques de les barbes més amples i curtes
- una cua més curta i, per tant, un cos anterior a l'aleta dorsal proporcionalment més llarg
- el cap més gros respecte a les dimensions corporals

La cua més curta lu dona aspecte de capgròs i porta també a algunes diferències en les modalitats d'immersió: mentre que en les altres subespècies hi ha un decalatge entre la immersió de l'aleta dorsal i la del peduncle caudal, en el rorqual blau pigmeu se submergeixen alhora. A més a més, sol presentar una coloració més fosca que les altres subespècies i té l'espiracle de forma diferent.

## Hàbitat
El rorqual blau pigmeu és l'única de les tres subespècies reconegudes que viu habitualment en aigües tropicals. La seva distribució s'estén des de la zona subantàrtica fins a l'oceà Índic meridional i el Pacífic sud-occidental. Es reprodueix a l'oceà Índic i l'Atlàntic meridional i es desplaça fins a l'Antàrtic per alimentar-se.

## Població
Es creu que els rorquals blaus pigmeus són més nombrosos que les altres subespècies. Es calcula que n'hi ha uns 10.000 exemplars, mentre que totes les altres subespècies juntes tan sols arriben a 5.000 exemplars. Malgrat que aquesta subespècie és reconeguda gairebé per tota la comunitat científica, la Comissió sobre l'Estat de les Espècies Amenaçades del Canadà l'ha posat en dubte en interpretar que les dades estan influïdes pels interessos de la indústria balenera.
Una quarta subespècie, B. m. indica, fou identificada per Blyth el 1859 a l'oceà Índic septentrional, però la dificultat a l'hora de distingir-la de les altres ha empès alguns científics a considerar-la un sinònim del rorqual blau pigmeu. Les dades registrades pels baleners soviètics semblen indicar que les dimensions de les femelles adultes són més semblants a les del rorqual blau pigmeu que a les de B. m. musculus, encara que les poblacions de B. m. indica i B. m. brevicauda semblen geogràficament distintes i la seva temporada d'aparellament té sis mesos de diferència.

## Exemplars conservats en museus
- MNZ MM002191, provinent de l'illa de Motutapu, al golf de Hauraki (Nova Zelanda), setembre del 1994.